# Потін (Техас)
Потін (англ. Poteet) — місто (англ. city) в США, в окрузі Атаскоса штату Техас. Населення — 2795 осіб (2020).

## Географія
Потін розташований за координатами 29°2′16″ пн. ш. 98°34′27″ зх. д. / 29.03778° пн. ш. 98.57417° зх. д. (29.037873, -98.574050).  За даними Бюро перепису населення США в 2010 році місто мало площу 3,87 км², уся площа — суходіл. В 2017 році площа становила 4,49 км², уся площа — суходіл.

## Демографія
Згідно з переписом 2010 року, у місті мешкало 3260 осіб у 1061 домогосподарстві у складі 817 родин. Густота населення становила 843 особи/км².  Було 1186 помешкань (307/км²).
Расовий склад населення:
| - 80,4 % — білих - 1,1 % — корінних американців - 1,0 % — чорних або афроамериканців - 0,2 % — азіатів - 15,0 % — осіб інших рас |

До двох чи більше рас належало 2,2 %. Частка іспаномовних становила 87,0 % від усіх жителів.
За віковим діапазоном населення розподілялося таким чином: 31,0 % — особи молодші 18 років, 57,4 % — особи у віці 18—64 років, 11,6 % — особи у віці 65 років та старші. Медіана віку мешканця становила 32,0 року. На 100 осіб жіночої статі у місті припадало 89,2 чоловіків;  на 100 жінок у віці від 18 років та старших — 83,1 чоловіків також старших 18 років.
Середній дохід на одне домашнє господарство  становив 43 642 долари США (медіана — 31 100), а середній дохід на одну сім'ю — 45 394 долари (медіана — 35 735). Медіана доходів становила 27 336 доларів для чоловіків та 27 222 долари для жінок. За межею бідності перебувало 24,3 % осіб, у тому числі 32,0 % дітей у віці до 18 років та 7,0 % осіб у віці 65 років та старших.
Цивільне працевлаштоване населення становило 1372 особи. Основні галузі зайнятості: освіта, охорона здоров'я та соціальна допомога — 24,8 %, роздрібна торгівля — 17,9 %, будівництво — 14,3 %, мистецтво, розваги та відпочинок — 13,0 %.